# Nganasaniska
Nganasaniska (äldre benämning tavgisamojediska) är ett samojediskt språk inom den större familjen uraliska språk.
Enligt den sovjetiska statistiken från år 1989 hade språket totalt 1 096 talare varav vilka 1 063 hade språket som modersmål och 33 som andraspråk. Med totalt 1278 nganasaner blev modersmålsprocenten 85,7%, den högsta av alla nordliga språk i Ryssland.
Enligt den ryska folkräkningen 2002 hade språket 505 talare.
Nganasaniska används huvudsakligen av vuxna. Användningen i hemmet är begränsad. Nganasaner använder även ryska och dolganska.